# Калідн
Калідн (дав.-гр. Κάλυδνος) — персонаж давньогрецької міфології, син Урана, перший цар Фів, через що у давнину місто називали Калідном. Попередник Огіга. Звів стіни з баштами у Фівах. Хоча за іншою версією їх збудували значно пізніше Амфіон і Зет.
Також епонімом острова Калідна неподалік від Трої був якийсь інший Калідн.